# Sachsenhausen (Giengen)
Sachsenhausen (ⓘ) ist ein Stadtteil von Giengen an der Brenz im baden-württembergischen Landkreis Heidenheim.

## Geschichte
Sachsenhausen wurde 1143 als Sachsenhusen erstmals erwähnt. Der Name des Orts deutet auf eine Umsiedlungsaktion eventuell in Folge der Sachsenkriege Karls des Großen hin.
Über verschiedene im Spätmittelalter sich häufig wechselnde Herrschaften kam Sachsenhausen 1434 an die Herrschaft Heidenheim. Diese gelangte 1504 endgültig an Württemberg. In Sachsenhausen wurde infolge der Zugehörigkeit zu Württemberg 1536 die Reformation eingeführt. Während des Dreißigjährigen Kriegs drangen nach der für die Schweden verlorenen Schlacht bei Nördlingen 1634 die siegreichen kaiserlichen Truppen vor und verwüsteten in weiten Teilen Württembergs zugehörige Siedlungen und Nutzflächen. In dem Zusammenhang brannte 1634 auch das Dorf Sachsenhausen ab. Über das württembergische Amt Heidenheim verblieb der Ort auch nach der Umsetzung der neuen Verwaltungsgliederung im Königreich Württemberg beim Oberamt Heidenheim. Die Verwaltungsreform vom 25. April 1938 während der NS-Zeit in Württemberg führte zur Zugehörigkeit zum neu gebildeten Landkreis Heidenheim. Nach dem Zweiten Weltkrieg geriet der Ort in die Amerikanische Besatzungszone und gehörte somit zum Land Württemberg-Baden, das 1952 im jetzigen Bundesland Baden-Württemberg aufging.
Die ehemals selbständige Gemeinde Sachsenhausen kam im Rahmen der Gebietsreform am 1. Januar 1972 zur Stadt Giengen an der Brenz.

## Sehenswürdigkeiten
- Evangelische Dorfkirche St. Nikolaus[3], 1681 erbaut

## Industrie
- Computerhersteller EXTRA Computer GmbH[4]